# Palazzo Maggiori
Palazzo Maggiori è uno storico edificio  della città di Fermo appartenuto alla famiglia di origine albanese dei conti Maggiori.
Il palazzo fu progettato dall'architetto bolognese Pietro Augustoni su commissione del conte Giacomo Maggiori Guerrieri, consorte della marchesa Cecilia Ricci di Macerata, pronipote del celebre prete gesuita Matteo Ricci.
Questo palazzo avrebbe dovuto rappresentare lo splendore di una delle famiglie allora tra le più influenti e ricche del fermano.
La famiglia Maggiori infatti in quel momento era la famiglia più ricca della città grazie alle sue attività di commercianti di olio estese in gran parte del Mediterraneo e dell'oriente, che comprendevano decine di empori commerciali nei principali porti dell'Adriatico.
Il palazzo si presenta solo a metà rispetto al progetto iniziale.
Il palazzo non fu mai compiuto a causa dei costi innumerevoli che avrebbe comportato il progetto, infatti il disegno originale includeva una scalinata nel lato del palazzo opposto all'entrata  e lunga più di 50 metri, doppia, alta 20 metri rispetto al suolo.
Faceva parte del palazzo anche il chiostro appartenente al piccolo edificio alla destra della facciata. In questo piccolo cortile si sarebbe dovuto sviluppare lo scalone d'onore interno al palazzo mai cominciato.
La costruzione del palazzo venne bloccata su richiesta del conte Annibale Maggiori Guerrieri che fece intervenire il pontefice con un breve apostolico apposito che interdì il padre Giacomo dal governo dei beni di famiglia.
In quel momento i Maggiori, i Nannerini e i Trevisani erano le principali famiglie di Fermo e questo diede adito ad aspre rivalità fra le due e per tanto commissionarono alle stesso architetto la costruzione dei rispettivi palazzi l'uno davanti all'altro.
È tuttora casa privata della famiglia.
Nei secoli passati ospitò numerosi esponenti di famiglie reali, tra i quali Eugenio di Beauharnais, Girolamo Bonaparte e Gioacchino Murat.